# Juana Karen
Juana Karen Peñate Montejo, más conocida como Juana Karen (Ejido Emiliano Zapata, Tumbalá, Chiapas; 13 de septiembre de 1979), es poeta chol y traductora.

## Biografía
Licenciada en Derecho por el Centro de Estudios Superiores de Tapachula (CEST). Ha traducido leyes en lengua ch’ol en el Centro Estatal de Lenguas, Arte y Literatura Indígenas (CELALI). Es docente en educación primaria bilingüe y profesora en la Universidad Intercultural de Chiapas (UNICH), sede Yajalón. Fue coordinadora de proyectos culturales del H. Ayuntamiento de Tumbalá y conductora del programa de televisión Las voces de siempre del Canal 10 (2002). En 2004, se incorporó a la Casa de Cultura de Tumbalá, donde funge como promotora y gestora cultural.

## Obra
Poesía
Mi nombre ya no es silencio, Coneculta Chiapas, 2002.
Ipusik'al matye'lum/ Corazón de selva, Pluralia (Voces Nuevas de Raíz Antigua), 2013.
Antología
Palabra conjurada: cinco voces, cinco cantos (coautora), Secretaría de Pueblos y Cultura Indígenas (Colección Ts'ib-jaye), 1999; 2012.

## Premios
- Premio de Poesía Pat o’tan.
- Tercer lugar del concurso de cuento Y el Bolom dice.
- Premio de Literaturas Indígenas de América, PLIA 2020.